# Reason (canción de Erasure)
«Reason» es el cuadragésimoprimer disco sencillo del dueto inglés de música electrónica Erasure, publicado el 24 de noviembre de 2014.
Reason es el segundo corte del álbum The Violet Flame y llegó a la lista de los diez más populares del ranking dance de Billboard.

## Lista de temas
1. Reason (Single Mix)  3:12
2. Die 4 Love  3:32
3. Reason (Extended Mix)  7:08
4. Reason (Parralox Remix)  4:00
5. Reason (Carter Tutti Remix)  6:41
6. Reason (JRMX Remix)  6:18
7. Sacred (GRN Remix)  4:05
8. Reason (Live Rehearsal Version)  3:31
9. Dead Of Night (Jochen Simms Remix)  5:35

### Pista extra digital
1. Reason (Parralox Instrumental Remix)

## Créditos
Reason y Die 4 Love son canciones escritas por Vince Clarke, Andy Bell y Richard X.
- Productor: Erasure & Richard X
- Producción adicional y mezcla: Pete Hofmann
- Ingeniero de grabación, productor adicional y programación: Evan Sutton
  - Pista 9 - Grabada por Hugh Walker, Rob Brinkmann y MJ en John Henry’s rehearsal studios, Londres. Mezclado por Neil Quinlan en Studio Mute. Coros por Valerie Chalmers and Emma Whittle

## Datos adicionales
"Reason", así como el resto de las canciones de The Violet Flame, Vince Clarke y Andy Bell por primera vez incluyeron a alguien más en la autoría de las canciones (Richard X). El único antecedente se encuentra en "First Contact", lado B del sencillo Rain.